# Dioxid pentauhlíku
Dioxid pentauhlíku (systematický název penta-1,2,3,4-tetraen-1,5-dion, je anorganická sloučenina se vzorcem C5O2 patřící mezi oxidy uhlíku.
Dioxid pentauhlíku poprvé popsal roku 1988 Günter Maier, který jej získal pyrolýzou cyklohexan-1,3,5-trionu, jenž je tautomerem floroglucinolu; později byla tato látka připravena také pyrolýzou par 2,4,6-tris(diazo)cyklohexan-1,3,5-trionu (C6N6O3).
Při pokojové teplotě je dioxid pentauhlíku stabilní v roztoku. Čistá látka je stabilní při teplotách do −96 °C, při zahřátí nad tuto hodnotu vytváří polymer.